# Predators de Nashville
Les Predators de Nashville, en anglais Nashville Predators, sont une franchise professionnelle de hockey sur glace d'Amérique du Nord. L'équipe est basée à Nashville dans le Tennessee et joue ses matchs à domicile à la Bridgestone Arena depuis leurs débuts. Ils font partie de la Ligue nationale de hockey (également désignée par le sigle LNH), et s'alignent dans la division Centrale de l'association de l'Ouest.
Les Predators sont créés en 1998 afin de rejoindre la LNH qui organise à cet effet un repêchage d'expansion et s’agrandit à 27 équipes. Ils disputent leur première finale de la Coupe Stanley en 2017 mais échouent contre les Penguins de Pittsburgh. L'année suivante, ils remportent la première place de division et le Trophée des présidents pour la première fois.

## Historique

### Le hockey à Nashville
La première apparition du hockey dans la partie centrale du Tennessee, date de 1962 avec les Dixie Flyers de Nashville de l'Eastern Hockey League. Les Dixie Flyers sont parmi les premiers locataires du Municipal Auditorium de Nashville, ils y jouent pendant neuf saisons avant de s'éteindre en 1971. Une décennie plus tard, Larry Schmittou le propriétaire de l'équipe de baseball des Sounds de Nashville fait une deuxième tentative dans la Ligue centrale de hockey quand il fait venir les South Stars dans la ville pour la saison 1981-1982, puis pour la saison suivante l'équipe évolue dans l'Atlantic Coast Hockey League. Bien que mettant en vedette Bob Suter (membre de l'équipe du Miracle sur glace et père de l'ancien Predator Ryan Suter), ainsi qu'une affiliation avec les North Stars du Minnesota, la franchise s’éteint après seulement deux saisons. L'année 1989 voit la création des Knights de Nashville engagé dans l'ECHL jusqu'à la saison 1996-1997. Entraîné par Peter Horachek l'actuel assistant des Predators, les Knights possède la meilleure attaque de la ligue en établissant un record en 1994 avec 16 buts en un match. Les Knights déménagent pour la Floride en 1996 et deviennent les Ice Pilots de Pensacola. Nashville fait une nouvelle tentative pour une franchise de ligue mineure dans la LCH de 1996 à 1998. L'équipe est connue dans un premier temps sous le nom des Nighthawks de Nashville en 1996-1997 avant de changer pour les Ice Flyers lors de la saison 1997-1998. Les Ice Flyers cessent leur activité à la suite de l'apparition des Predators.
En 1995, des rumeurs ont commencé à circuler que les Devils du New Jersey serait prêt à déménager à Nashville. La ville est prête à offrir un bonus de 20 millions de dollars à toute franchise souhaitant déménager, et les Devils ont tenté de mettre fin à leur bail avec le New Jersey, avant de le restructurer pour rester sur place.

### Équipe d'expansion

Logo marquant la première saison des Predators.

Après que Nashville a tenté d'obtenir les Devils du New Jersey à l'inter-saison 1995, le commissaire de la LNH (Gary Bettman), a noté que Nashville serait probablement une ville à prendre en compte dans la prochaine expansion.
En janvier 1997, un groupe dirigé par un homme d'affaires du Wisconsin Craig Leipold fait les démarches nécessaires auprès de la LNH afin d'obtenir une franchise d'expansion. Lorsque Bettman et les responsables de la ligue sont allés à Nashville pour visiter l'arène, des milliers de personnes rassemblées sur la place de la patinoire étaient là pour les accueillir. En juin, la ligue accorde une franchise aux villes de Nashville, Columbus, Atlanta et Saint Paul. L'équipe de Nashville est prévue pour commencer à jouer dès 1998 si elle satisfait à l'exigence de la LNH de vendre 12 000 billets de saison avant le 31 mars 1998. Sur les quatre villes en lice, Nashville est la seule à avoir un amphithéâtre rempli, et donc commence à jouer en premier. Un mois plus tard, Leipold, le propriétaire de la franchise nomme l'ancien directeur général des Capitals de Washington David Poile en tant que tout premier directeur général de l'équipe. Barry Trotz l'entraineur-chef des Pirates de Portland est nommé entraineur-chef de la franchise le 6 août. Mitch Korn est nommé entraineur gardien de but. À noter que Poile est encore à son poste aujourd'hui.
Le 25 septembre 1997, Leipold et Jack Diller le président de l'équipe ont tenu une conférence de presse où ils ont dévoilé le logo de la franchise, un tigre à dents de sabre (Smilodon floridanus),

### Origine du logo de l'équipe

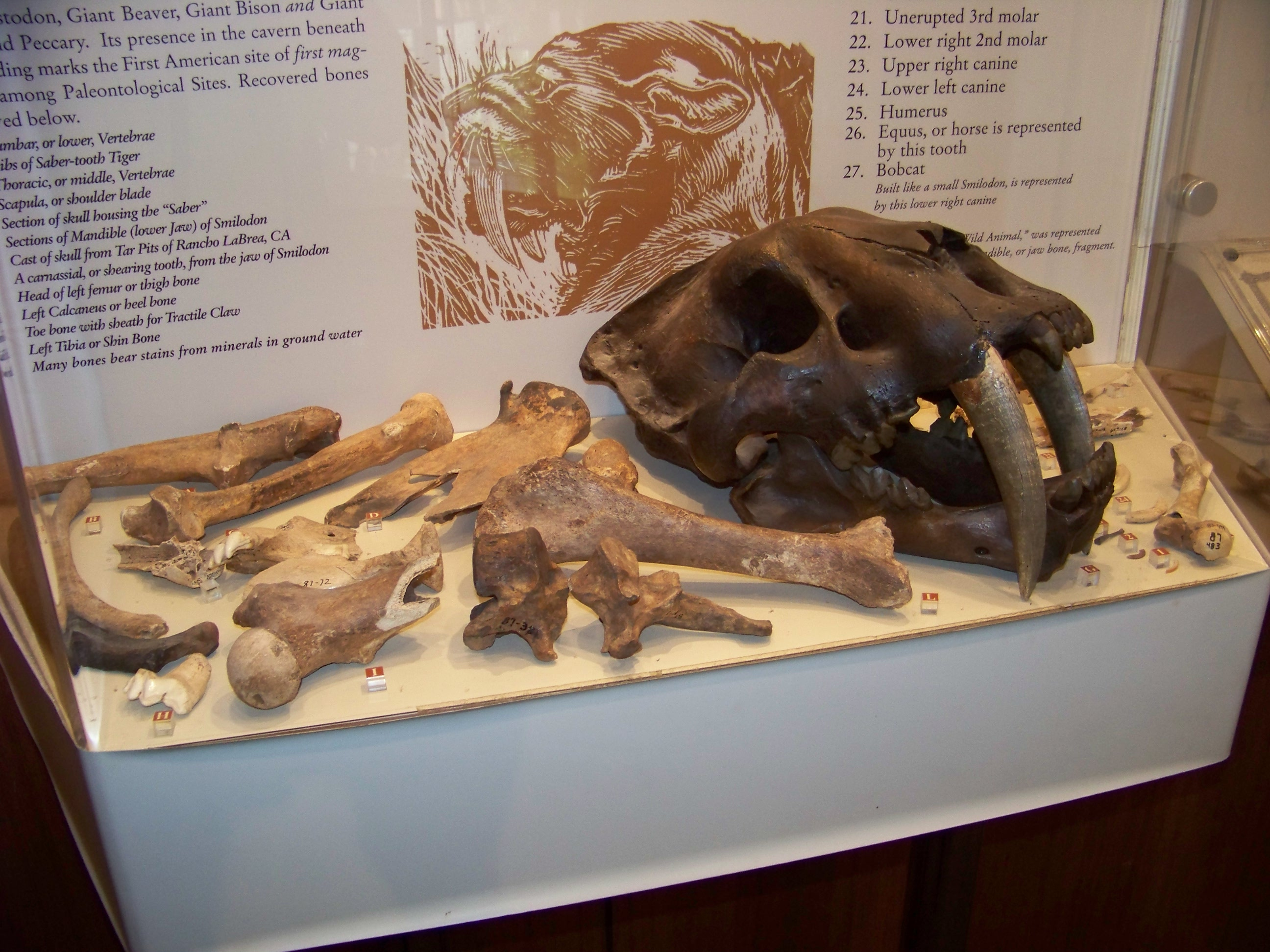
Vue de vitrine dans le hall du Regions Center

L'image d'un tigre à dent en forme de sabre, espèce disparue de la terre depuis plus de 10 milliers d'années, a été retenue par la ville car, en 1971, lors de la construction de l'immeuble First American National Bank, maintenant le Regions Center des fouilles effectuées à quelque mètres de l'actuelle aréna des Predators, l'on découvrit une grotte souterraine contenant un fossile de cette espèce. Des analyses au radio-carbone confirmèrent aux scientifiques qu'il s'agissait de l'un des derniers fossiles de l'espèce.

Logo de 1998 à 2011
Logo épaulière de 1998 à 2004
Logo alternatif de 2001 à 2007
Logo secondaire de 2001 à 2011
Logo secondaire de 2009 à 2011

En 2011, la franchise cherche à revitaliser son identité en puisant dans le patrimoine de Nashville. Les couleurs sont réduitent à deux : le jaune et le bleu (couleurs de la ville de Nashville), l'héritage musical de la ville est également mis en avant.

Logo depuis la saison 2011-12
Logo épaulière depuis la saison 2011-12, représentant un médiator
Logo alternatif depuis la saison 2011-12

### Origine du nom de l'équipe
Une fois que le logo a été dévoilé, le nom de l'équipe fut déterminé par concours, étalé sur six mois, auquel participèrent les citoyens de la ville de Nashville. Trois noms ont été retenus sur 75 au total : Ice Tigers, Fury et Attack. Leipold a ajouté sa propre proposition au vote, les Predators. Le 13 novembre, Leipold révèle lors d'une conférence de presse que sa proposition « Predators » (prédateurs) l'avait remporté dans une proportion de deux contre un et que la nouvelle franchise serait connue sous le nom des « Predators de Nashville ».

## L'aréna
| Saison    | Affluence moyenne  |
| --------- | ------------------ |
| 1998-1999 | 16 202             |
| 1999-2000 | 16 600             |
| 2000-2001 | 15 824             |
| 2001-2002 | 14 789             |
| 2002-2003 | 13 228             |
| 2003-2004 | 13 168             |
| 2004-2005 | Annulée (lock-out) |
| 2005-2006 | 14 428             |
| 2006-2007 | 15 259             |
| 2007-2008 | 14 910             |
| 2008-2009 | 15 010             |
| 2009-2010 | 14 979             |
| 2010-2011 | 16 142             |
| 2011-2012 | 16 691             |
| 2012-2013 | 16 974             |
| 2013-2014 | 16 600             |
| 2014-2015 | 16 854             |
| 2015-2016 | 16 971             |
| 2016-2017 | 17 160             |
| 2017-2018 | 17 307             |
| 2018-2019 | 17 445             |

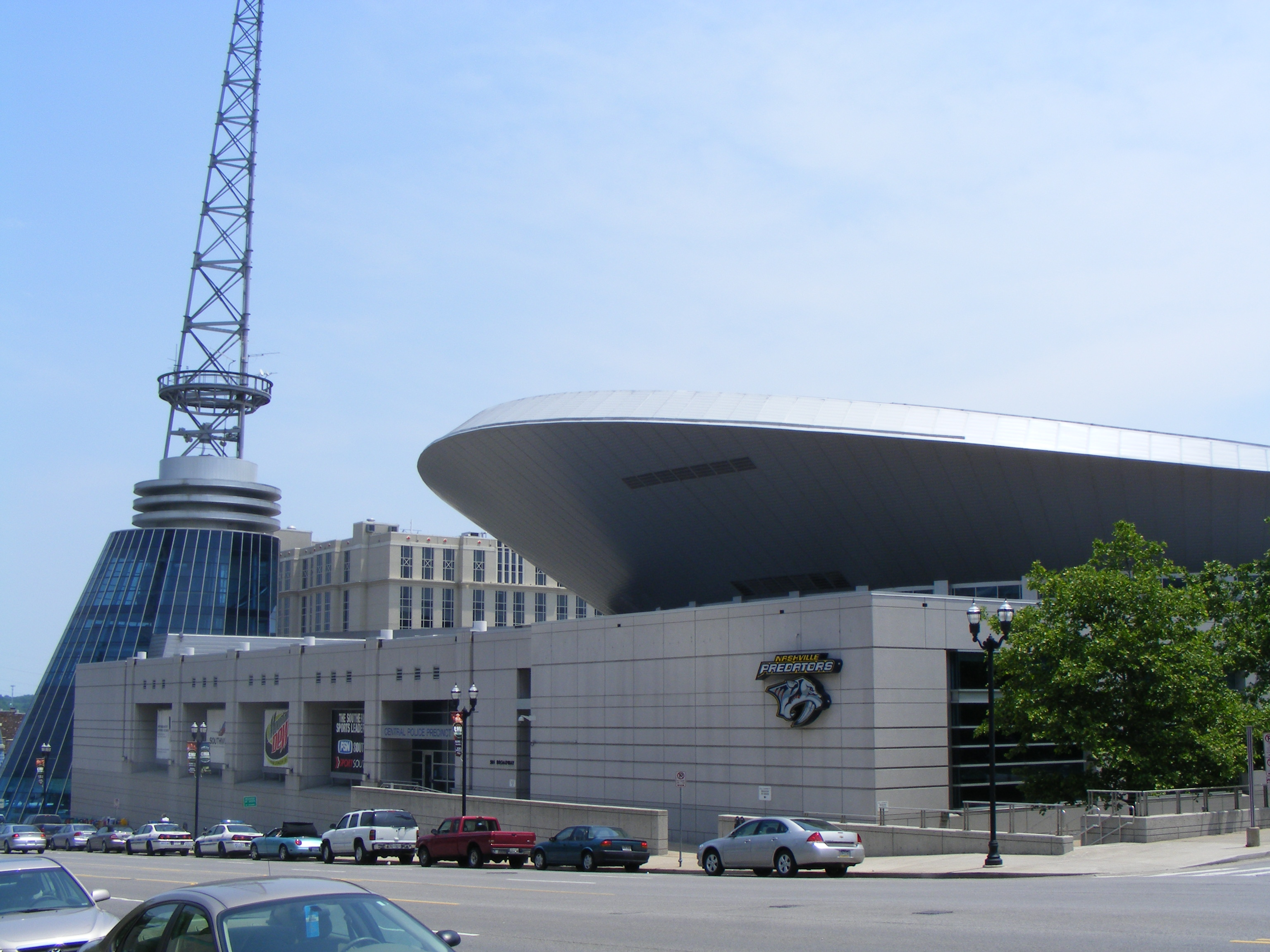
Le Bridgestone Arena à Nashville

Les Predators jouent depuis leur création au Bridgestone Arena, qui de 1997 à mars 2007 portait le nom de « Gaylord Entertainment Center », ayant une capacité de 17 113 places pour les matchs de hockey sur glace. Le 21 et 22 juin 2003, l'aréna a accueilli le repêchage de la LNH. Le 18 mai 2007, le Sommet Group achète les droits de nommage, de sorte que l'aréna devint le « Sommet Center ». Depuis 2010, Bridgestone détient les droits sur le nom de l'aréna.

### Affluence
Lors des deux premières saisons des matchs à domicile des Predators, la patinoire a obtenu un bon taux de fréquentation. Au cours de la première saison une moyenne de 16 202 spectateurs ont assisté aux matchs à domicile des Predators, et au cours de la saison suivante 16 600 spectateurs. Ce niveau est le record de remplissage de la franchise, et ce fut aussi la dernière saison avant longtemps que les Predators bénéficiaient d'un taux d'affluence moyenne dépassant les 16 000 spectateurs.
Durant les saisons suivantes, le taux de fréquentation baisse progressivement, mais les billets des matchs contre les Red Wings de Détroit ont continué à être vendus avant chaque saison. Le taux le plus bas est atteint durant la saison 2003-2004 et même si ce n'était la première saison, où les Predators pouvaient se qualifier pour les séries éliminatoires. Après le « lock-out » la fréquentation moyenne a augmenté de nouveau, cela a également été lié à l'arrivée de joueurs célèbres tels que Paul Kariya et Peter Forsberg. Néanmoins, la fréquentation moyenne par rapport aux autres équipes de la LNH est relativement faible. Les faibles chiffres étaient aussi un élément sérieux aux rumeurs de vente de la franchise. Pendant la saison 2007-2008 le taux moyen de fréquentation a joué un rôle décisif pour la franchise. Si ce taux avait été inférieur à 14 000 spectateurs, le propriétaire de la franchise aurait été déficitaire. Finalement le taux de 14 910 spectateurs par match a été clairement effectué.

## Rivalité

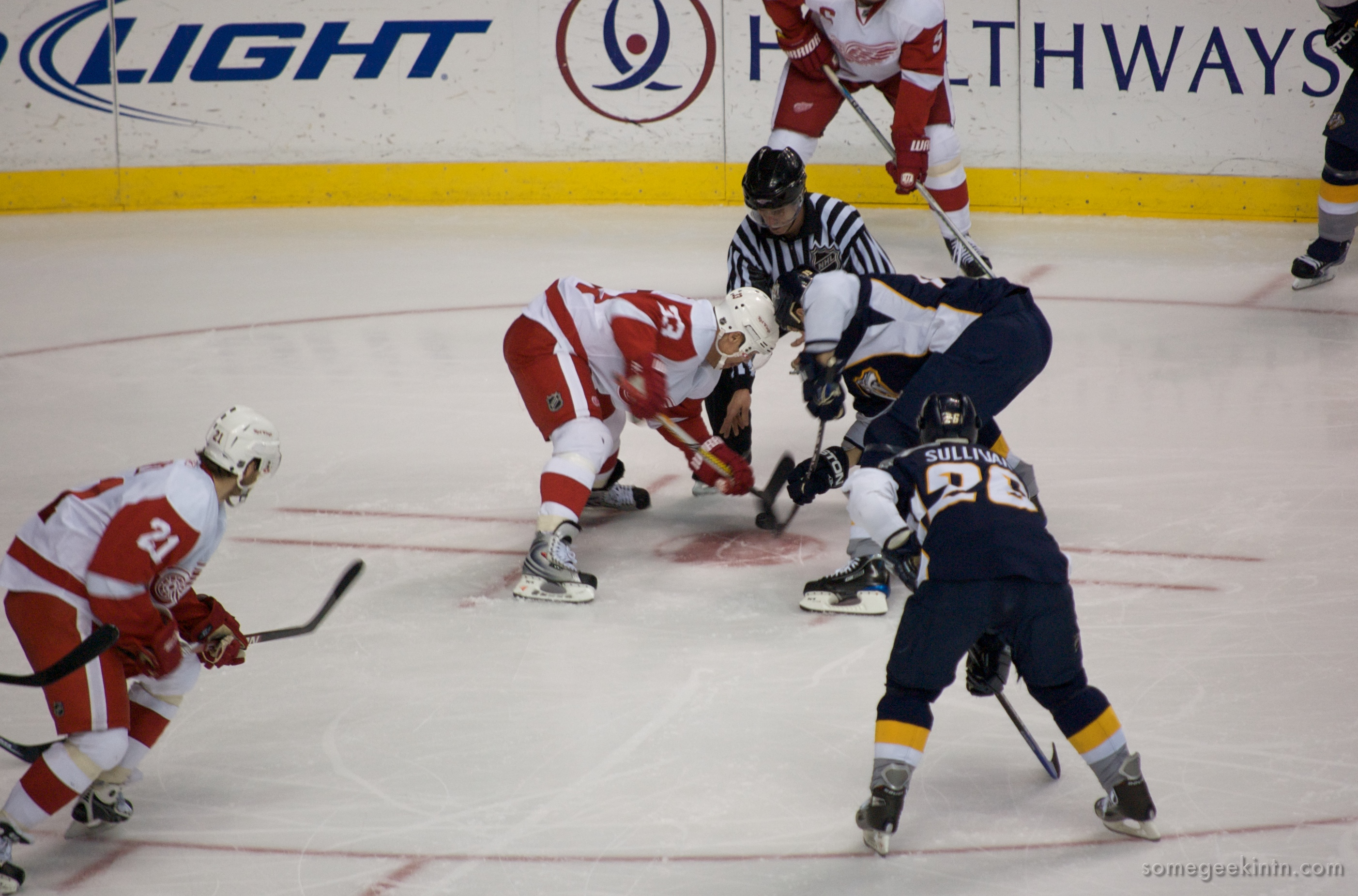
Remise en jeu entre Détroit et Nashville

Bien que les Predators sont encore une équipe relativement jeune, il y a depuis leur création, une tension grandissante au sein de la division Centrale avec les Red Wings de Détroit. Au cours des trois dernières saisons, les deux équipes se sont affrontées pour le titre de la division Centrale. Dans les séries éliminatoires les Predators ont rencontré à trois reprises les Red Wings. Cependant, les Predators ont échoué les deux premières fois en 2004 et 2008, mais ont réussi la troisième fois en 2012.
Les fans des Predators ont modifié la tradition des Red Wings du « jeté de poulpe », par le « jeté de poisson-chat ». Ce poisson est le symbole halieutique de l'État du Tennessee depuis 1988. Le journal de Nashville, le Tennessean cite le premier cas en date du 30 octobre 2003. Lors du match contre les Red Wings du 13 novembre 2003, les fans des Predators ont jeté quatre poissons-chats sur la glace après que Nashville ait marqué le premier but.

## Personnalités

### Mascotte
Gnash, (à l'origine orthographié : Gnash!) représente un tigre à dent de sabre anthropomorphe et est la mascotte de l'équipe depuis les origines en 1998. La franchise a développé au fil des ans, une histoire au sujet de leur mascotte. Son histoire commence avec sa découverte au cours des travaux de construction de l'aréna de Nashville, (le Bridgestone Arena), où un smilodon gisait dans un bloc de glace sous la surface. Les travailleurs mirent le bloc de glace dans l'arène, et la glace commence à fondre lentement. Lorsque le lendemain, les travailleurs, reviennent dans l'arène, la glace a fondu et le tigre dent de sabre a disparu. Malgré des recherches intensives, il n'a pas été trouvé et il a été supposé qu'il avait quitté la ville. Le tigre à dents de sabre quant à lui, fut à la recherche vaine de ses congénères. Alors que Gnash avait renoncé à tout espoir, il a entendu en date du 10 octobre 1998, le rugissement des tigres à dents de sabre. Ce rugissement venu de la patinoire de Nashville, était émis par les fans des Predators. Aujourd'hui, il vit encore dans les recoins sombres de l'amphitéâtre, qu'il délaisse seulement quand il entend le grondement des fans des Predators.

Delta Dental Kids Club

Gnash se produit non seulement lors des matchs à domicile des prédateurs, mais aussi tout au long de l'année à plus de 300 évènements de toutes sortes (fêtes d'anniversaire, des écoles, des défilés, mariages, etc) au sein de la communauté. En outre, la mascotte des Predators est une partie importante du « Delta Dental Kids Club », le club pour tous les enfants fans des Predators.

### Joueurs

#### Effectif actuel
| No    | Nom                   | Nat. | Position      | Arrivée                       | Salaire        |
| ----- | --------------------- | ---- | ------------- | ----------------------------- | -------------- |
| +029, | Justus Annunen        |      | Gardien       | 2024 - Avalanche du Colorado  | +00837 500, $  |
| +074, | Juuse Saros           |      | Gardien       | 2013 - Repêchage              | +05 000 000, $ |
| +002, | Luke Schenn           |      | Défenseur     | 2023 - Agent libre            | +02 750 000, $ |
| +003, | Jérémy Lauzon         |      | Défenseur     | 2022 - Kraken de Seattle      | +02 000 000, $ |
| +059, | Roman Josi – C        |      | Défenseur     | 2008 - Repêchage              | +09 059 000, $ |
| +020, | Justin Barron         |      | Défenseur     | 2024 - Canadiens de Montréal  | +01 150 000, $ |
| +037, | Nick Blankenburg      |      | Défenseur     | 2024 - Agent libre            | +00775 000, $  |
| +076, | Brady Skjei           |      | Défenseur     | 2024 - Agent libre            | +07 000 000, $ |
| +083, | Adam Wilsby           |      | Défenseur     | 2020 - Repêchage              | +00775 000, $  |
|       | Andreas Englund       |      | Défenseur     | 2025 - Kings de Los Angeles   | +01 000 000, $ |
| +009, | Filip Forsberg – A    |      | Ailier gauche | 2013 - Capitals de Washington | +08 500 000, $ |
| +010, | Colton Sissons        |      | Centre        | 2012 - Repêchage              | +02 857 143, $ |
| +014, | Gustav Nyquist        |      | Centre        | 2023 - Agent libre            | +03 185 000, $ |
| +017, | Mark Jankowski        |      | Ailier gauche | 2022 - Agent libre            | +00800 000, $  |
| +036, | Cole Smith            |      | Ailier gauche | 2020 - Agent libre            | +01 000 000, $ |
| +040, | Fyodor Svechkov       |      | Centre        | 2021 - Repêchage              | +00925 000, $  |
| +047, | Michael McCarron      |      | Ailier droit  | 2020 - Canadiens de Montréal  | +00900 000, $  |
| +068, | Zachary L'Heureux     |      | Ailier gauche | 2021 - Repêchage              | +00863 334, $  |
| +077, | Luke Evangelista      |      | Ailier droit  | 2020 - Repêchage              | +00797 500, $  |
| +081, | Jonathan Marchessault |      | Ailier droit  | 2024 - Agent libre            | +05 500 000, $ |
| +082, | Tommy Novak           |      | Ailier gauche | 2015 - Repêchage              | +03 500 000, $ |
| +090, | Ryan O'Reilly – A     |      | Centre        | 2023 - Agent libre            | +04 500 000, $ |
| +091, | Steven Stamkos        |      | Ailier droit  | 2024 - Agent libre            | +08 000 000, $ |

#### Capitaines
| Période     | Nom du ou des joueurs |
| ----------- | --------------------- |
| 1998-2002   | Tom Fitzgerald        |
| 2002-2006   | Greg Johnson          |
| 2006-2007   | Kimmo Timonen         |
| 2007-2010   | Jason Arnott          |
| 2010-2016   | Shea Weber            |
| 2016-2017   | Mike Fisher           |
| Depuis 2017 | Roman Josi            |

### Numéros retirés
À l'heure actuelle, un ancien joueur des Predators a vu son numéro retiré.
| No  | Joueur        | Position       | Carrière  | Date du retrait |
| --- | ------------- | -------------- | --------- | --------------- |
| 35  | Pekka Rinne   | Gardien de but | 2002-2021 | 24 février 2022 |
| 99* | Wayne Gretzky | Centre         | 1978-1999 | 6 février 2000  |

* Numéro retiré pour toutes les équipes par la LNH lors du 50e Match des étoiles.

### Choix de premier tour de repêchage
Chaque année et depuis 1963, les joueurs des ligues juniors ont la possibilité de signer des contrats avec les franchises de la LNH. Cette section présente les joueurs qui ont eu la chance d'être choisis par les Predators lors du premier tour. Ces choix peuvent être échangé et ainsi, une année les équipes peuvent très bien ne pas avoir eu de choix du premier tour.
| Année | Joueur                             | Choix                     | Équipe junior                                           |
| ----- | ---------------------------------- | ------------------------- | ------------------------------------------------------- |
| 1998  | David Legwand                      | 2e au total               | Whalers de Plymouth (LHO)                               |
| 1999  | Brian Finley                       | 6e au total               | Colts de Barrie (LHO)                                   |
| 2000  | Scott Hartnell                     | 6e au total               | Raiders de Prince Albert (LHOu)                         |
| 2001  | Dan Hamhuis                        | 12e au total              | Cougars de Prince George (LHOu)                         |
| 2002  | Scottie Upshall                    | 6e au total               | Blazers de Kamloops (LHOu)                              |
| 2003  | Ryan Suter                         | 7e au total               | Équipe nationale des États-Unis (U18)                   |
| 2004  | Aleksandr Radoulov                 | 15e au total              | Remparts de Québec (LHJMQ)                              |
| 2005  | Ryan Parent                        | 18e au total              | Storm de Guelph (LHO)                                   |
| 2006  | Aucun                              | Aucun                     | Aucun                                                   |
| 2007  | Jonathon Blum                      | 23e au total              | Giants de Vancouver (LHOu)                              |
| 2008  | Colin Wilson Chet Pickard          | 7e au total 18e au total  | Terriers de Boston (NCAA) Americans de Tri-City (LHOu)  |
| 2009  | Ryan Ellis                         | 11e au total              | Spitfires de Windsor (LHO)                              |
| 2010  | Austin Watson                      | 18e au total              | Petes de Peterborough (LHO)                             |
| 2011  | Aucun                              | Aucun                     | Aucun                                                   |
| 2012  | Aucun                              | Aucun                     | Aucun                                                   |
| 2013  | Seth Jones                         | 4e au total               | Winterhawks de Portland (LHOu)                          |
| 2014  | Kevin Fiala                        | 11e au total              | HV71 (SHL)                                              |
| 2015  | Aucun                              | Aucun                     | Aucun                                                   |
| 2016  | Dante Fabbro                       | 17e au total              | Vees de Penticton (BCHL)                                |
| 2017  | Eeli Tolvanen                      | 30e au total              | Musketeers de Sioux City (USHL)                         |
| 2018  | Aucun                              | Aucun                     | Aucun                                                   |
| 2019  | Philip Tomasino                    | 24e au total              | IceDogs de Niagara (LHO)                                |
| 2020  | Iaroslav Askarov                   | 11e au total              | SKA-Neva (VHL)                                          |
| 2021  | Fiodor Svetchkov Zachary L'Heureux | 19e au total 27e au total | HK Lada Togliatti (VHL) Mooseheads d'Halifax (LHJMQ)    |
| 2022  | Joakim Kemell                      | 17e au total              | JYP (Liiga)                                             |
| 2023  | Matthew Wood Tanner Molendyk       | 15e au total 24e au total | Huskies du Connecticut (NCAA) Blades de Saskatoon (LHO) |

## Dirigeants

### Entraîneurs-chefs
| No | Nom              | Engagement     | Départ         | Saison régulière | Saison régulière | Saison régulière | Saison régulière | Saison régulière | Saison régulière | Saison régulière | Séries éliminatoires | Séries éliminatoires | Séries éliminatoires | Séries éliminatoires | Remarques                       |
| No | Nom              | Engagement     | Départ         | PJ               | V                | D                | N                | DP               | P                | % V              | PJ                   | V                    | D                    | % V                  | Remarques                       |
| -- | ---------------- | -------------- | -------------- | ---------------- | ---------------- | ---------------- | ---------------- | ---------------- | ---------------- | ---------------- | -------------------- | -------------------- | -------------------- | -------------------- | ------------------------------- |
| 1  | Barry Trotz      | 6 août 1997    | 14 avril 2014  | 1196             | 557              | 479              | 60               | 100              | 1274             | 53,3             | 50                   | 19                   | 31                   | 38,0                 |                                 |
| 2  | Peter Laviolette | 6 mai 2014     | 6 janvier 2020 | 451              | 248              | 143              | -                | 60               | 556              | 61,6             | 61                   | 32                   | 29                   | 52,5                 | Finale de la Coupe Stanley 2017 |
| 3  | John Hynes (en)  | 7 janvier 2020 | 30 mai 2023    | 248              | 134              | 96               | -                | 18               | 286              | 57,7             | 14                   | 3                    | 11                   | 21,4                 |                                 |
| 4  | Andrew Brunette  | 31 mai 2023    |                |                  |                  |                  | -                |                  |                  |                  |                      |                      |                      |                      |                                 |

### Directeurs généraux
| No | Nom         | Engagement       | Départ       | Remarques                                                                |
| -- | ----------- | ---------------- | ------------ | ------------------------------------------------------------------------ |
| 1  | David Poile | 9 juillet 1997   | 30 juin 2023 | Directeur général de la saison 2016-2017 Finale de la Coupe Stanley 2017 |
| 2  | Barry Trotz | 1er juillet 2023 |              |                                                                          |

## Équipes affiliées
Les Predators, comme toutes les autres équipes de la LNH, y compris les équipes dans les ligues de division inférieure sont appelés clubs-école. Dans le cas des Predators de Nashville, ce sont actuellement les Admirals de Milwaukee de la Ligue américaine de hockey et les Cyclones de Cincinnati de l'ECHL.
- 1998 à 2000 : Admirals de Hampton Roads (ECHL)
- depuis 1998 : Admirals de Milwaukee (LAH)
- 2000-2001 : Brass de la Nouvelle-Orléans (ECHL)
- 2001-2002 : Cyclones de Cincinnati (ECHL)
- 2002 à 2004 : Storm de Toledo (ECHL)
- depuis 2006 : Scorpions du Nouveau-Mexique (LCH)
- depuis 2007 : Cyclones de Cincinnati (ECHL)